# Gerald Balfour, 2:e earl av Balfour
Gerald William Balfour, 2:e earl av Balfour, född den 9 april 1853, död den 14 januari 1945, var en engelsk politiker, bror till Arthur Balfour, 1:e earl av Balfour och Francis Maitland Balfour.
Balfour ägnade sig efter studier i Eton och Cambridge åt det politiska livet och representerade från 1885 Leeds i underhuset. Han var en tid sin bror Arthurs privatsekreterare och fortsatte som förste sekreterare för Irland (1895–1900) i morbrodern Salisburys tredje ministär broderns politik. Bland annat framlade han 1896 en ny Land Act och genomförde 1898 en modern kommunalförvaltning på ön efter mönstret av för England och Skottland gällande kommunal lagstiftning. År 1900 blev han, först i Salisburys och sedan i sin brors kabinett, handelsminister (president i Board of Trade). Han utbytte 1905 handelsministerportföljen i broderns ministär mot presidentskapet i Local Government Board, avgick i december samma år och drog sig då med pension tillbaka från det politiska livet. Efter broderns död 1930 ärvde han earltiteln och tog plats i överhuset, men spelade där ingen framträdande roll.